# منتخب موريشيوس تحت 17 سنة لكرة القدم
منتخب موريشيوس تحت 17 سنة لكرة القدم (بالإنجليزية: Mauritius national under-17 football team) هو ممثل موريشيوس الرسمي في المنافسات الدولية في كرة القدم في فئة كرة قدم تحت 17 سنة للرجال، يديريه اتحاد موريشيوس لكرة القدم.